# Ferdinand IV. (Kastilien)

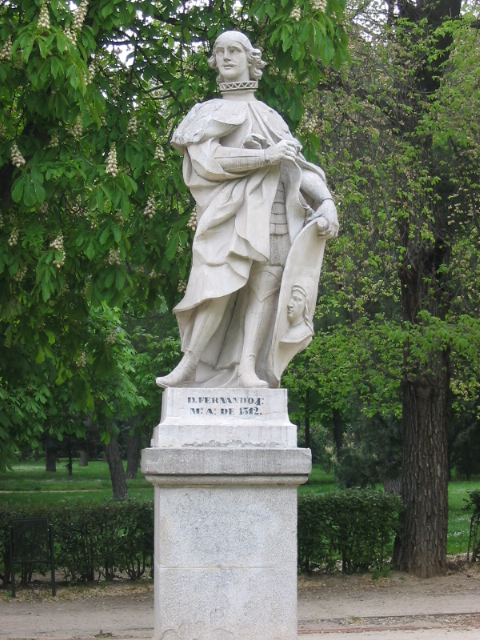
Ferdinand IV. Denkmal in Madrid, geschaffen von Francisco de Vôge zwischen 1750 und 1753.

Ferdinand IV., Fernando el Emplazado (der Abberufene), (* 6. Dezember 1285; † 7. September 1312 in Jaén) war von 1295 bis 1312 König von Kastilien und León.

## Leben
Ferdinand war der älteste Sohn des Königs Sancho IV. (1258–1295) und der Maria de Molina (1265–1322). Nach dem Tod seines Vaters wurde er am 26. April 1295 König von Kastilien und León und stand anfangs unter der Vormundschaft seiner Mutter. Bereits gegen den Thronanspruch Sancho IV. war eine Empörung der Granden Kastiliens erfolgt. Gegen den neunjährigen Ferdinand, dessen legitime Geburt zudem angezweifelt wurde, erhoben sich mehrere Prätendenten und auch die Nachbarreiche suchten sich auf Kosten Kastiliens zu vergrößern. Maria de Molina, welche die Regentschaft führte, trotzte diesen Gefahren. Erst 1305 bestätigte ein Schiedsgericht die Thronansprüche Ferdinands gegenüber seinen Vettern. Als König führte er heftige Kriege mit Portugal und Aragon sowie gegen die Mauren. Er unternahm einen erfolgreichen Feldzug gegen den König von Granada.
Über Ferdinand IV. existiert eine Sage, dass er die zwei Brüder Grafen Carvajal auf die Anklage eines Mordes hin ohne Verhör von der Stadtmauer von Martos stürzen ließ. Diese prophezeiten ihm vor ihrem Tod, dass auch er binnen 30 Tagen abberufen würde. Er starb in der Nacht vor Ablauf dieses Termins, am 17. September 1312, in Jaén. Danach erhielt er den Beinamen El Emplazado. Sein Sarkophag steht bis heute in der Kirche San Hipólito in Córdoba.
Er hinterließ das Reich im Zustand großer Verwirrung, da sein Sohn und Nachfolger Alfons XI., den er mit seiner Ehefrau Konstanze, Tochter des portugiesischen Königs Dionysius und der heiligen Elisabeth von Portugal hatte, erst ein Jahr alt war. Seine älteste Tochter Eleonore heiratete 1329 König Alfons IV. von Aragón.